# De Hutzenbossen

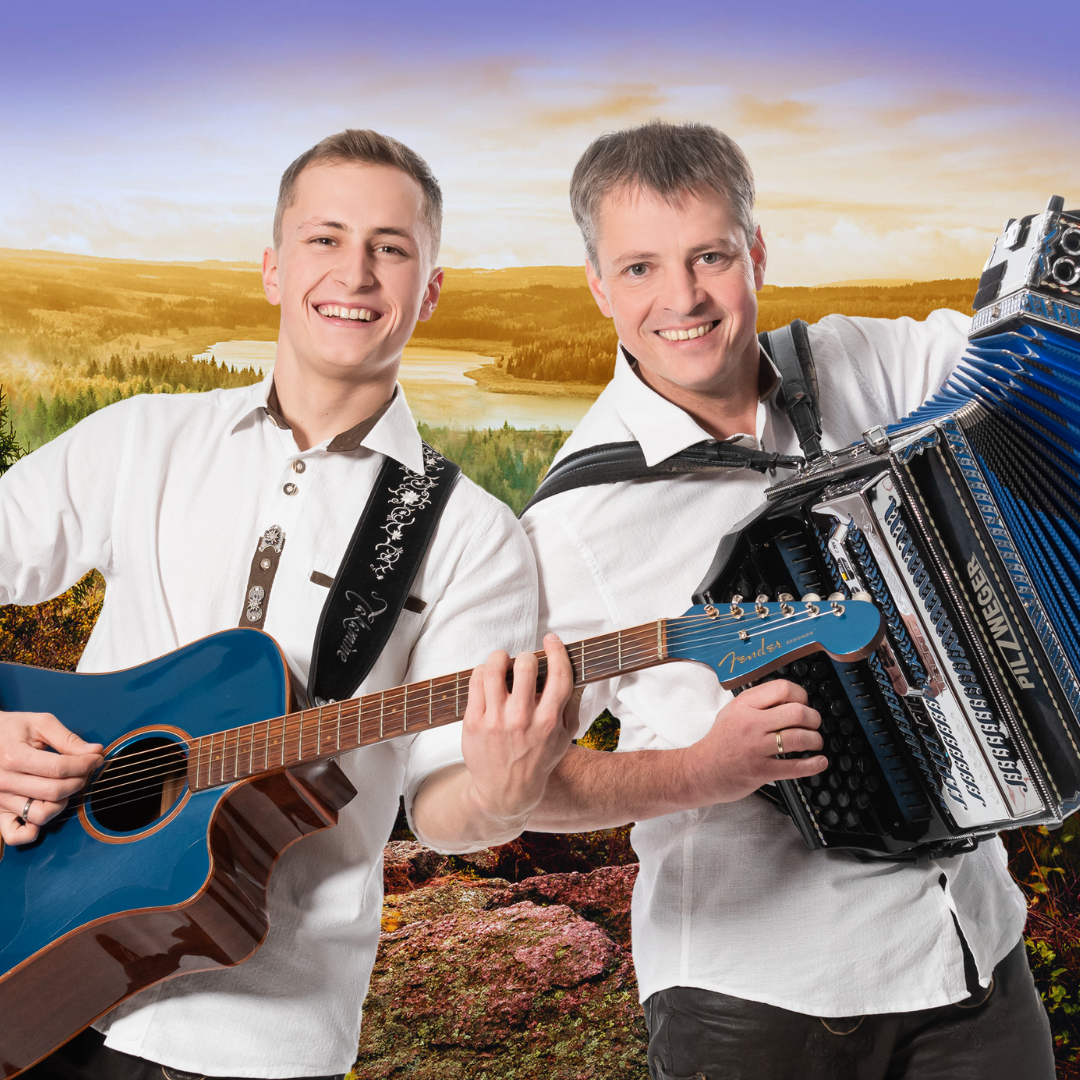
De Hutzenbossen 2024

De Hutzenbossen sind ein erzgebirgisches Volksmusikduo.

## Geschichte
Die Hutzenbossen wurden 2005 von Peter Kreißl (* 1963) und Andreas Tiede (* 1970) gegründet. 18 Jahre lang waren „Hutzen-Peter“ und „Hutzen-Andi“ als Duo unterwegs und haben in dieser Zeit weit über 3.000 Auftritte absolviert. 2020 kam Tiedes jüngster Sohn Jonas mit dazu und ergänzte die beiden Musiker. Nachdem Peter Kreißl im Jahr 2023 das Trio verlassen hat, sind Jonas und Andi Tiede wieder als Duo unterwegs. 
Die Hutzenbossen legen Wert auf live gespielte Musik, mit über 200 Konzerten im Jahr touren die Erzgebirgsmusikanten durch ganz Deutschland.

## Namensherkunft
Der Name Hutzenbossen leitet sich von der erzgebirgischen Tradition des „Hutzengehens“ ab. An langen Winterabenden kamen die Nachbarn in jeweils einem anderen Haus zusammen und verbrachten Stunden bei Erzählen, Schnitzen, Klöppeln und gemeinsamem Essen. Dabei konnten sie zu Hause Heizung sparen. „Bossen“ nennt man im Erzgebirge die jungen Männer.

## Diskografie
- Grüße vom Arzgebirg (2007)
- Auf geht’s (2009)
- Lichterglanz im Arzgebirg (Weihnachts-CD) (2009).
- Hutzenzeit (April 2013), Label: MCP Sound & Media
- aufgehutzt (2015) Label: MCP Sound
- Mir sei Arzgebirger (2016) Label: MCP Sound
- DVD „De Hutzenbossen-erzgebirgische Volksmusik“ Label: MCP Sound
- s Christkind is kumme (2018) Label: MCP Sound

### Fernsehauftritte
- 19. Februar 2017 MDR „Unser Dorf hat Wochenende“
- 13. Februar 2017 Auftritt mit Rups bei MDR um 4
- ab Oktober 2016 regelmäßig bei Melodie TV
- 7. Dezember 2013 MDR Sendung „Die große Show der Weihnachtslieder“ am 7. Dezember 2013 mit Stefanie Hertel
- Dezember 2011 und 2012: „Musik für Sie“ mit Uta Bresan „Schneeschuhfahrermarsch“
- Oktober 2011: MEF Fernsehen „Kammweglied“
- 24. Dezember 2010: So klingt’s bei uns im Arzgebirg mit Marianne Martin „Heiligohmdlied“
- 12. Dezember 2010: „Musik für Sie“ mit Uta Bresan „Schneeschuhfahrermarsch“
- 3. Dezember 2010: „Mit Volldampf in die Weihnachtszeit“ mit Maxi Arland „Lichterglanz im Arzgebirg“
- 20. November 2010: „Su klingt’s bei uns im Arzgebirg“ mit Marianne Martin „Grüße vom Arzgebirg“
- 4. April 2010: „Su klingt’s bei uns im Arzgebirg“ mit Marianne Martin „Dr Kuckuck“
- 28. August 2009: „Su klingt’s bei uns im Arzgebirg“ mit Marianne Martin „Grüße vom Arzgebirg“
- 5. Juni 2009: „Su klingt’s bei uns im Arzgebirg“ mit Marianne Martin „Dr Elch“
- 19. Dezember 2008: „Mit Volldampf in die Weihnachtszeit“ mit Maxi Arland „Lichterglanz im Arzgebirg“
- 19. September 2008: „Su klingt’s bei uns im Arzgebirg“ mit Marianne Martin „Grüße vom Arzgebirg“
- 16. Mai 2008: „Su klingt’s bei uns im Arzgebirg“ mit Marianne Martin „Dr Kuckuck“
- 20. Dezember 2007: „Mit Volldampf in die Weihnachtszeit“ mit Maxi Arland „Lichterglanz im Arzgebirg“
- 8. Juni 2007: „Su klingt’s bei uns im Arzgebirg“ mit Marianne Martin „Kinnerzeit“
- 24. Dezember 2006: „Su klingt’s bei uns im Arzgebirg“ mit Marianne Martin „Lichterglanz im Arzgebirg“
- 11. August 2006: „Su klingt’s bei uns im Arzgebirg“ mit Marianne Martin „Hamwärts“